# John Glover (peintre australien)
Pour les articles homonymes, voir John Glover et Glover.
John Glover (né le 18 février 1767 à Houghton on the Hill, Royaume-Uni -  mort le 9 décembre 1849 à Launceston en Tasmanie) était un peintre australien d'origine britannique. Il s'était spécialisé dans la représentation de paysages.

## Œuvres
- 1840 : A Corroboree in Van Diemen's Land 1840[1]
- A Romantic Wooded Landscape[2]
- A View Of Ripon Cathedral From Across The River Ure[1]
- A View of Windsor Castle from the Thames[2]
- Aboriginal Coroboree in Van Diemen's Land[2]
- Bull[2]
- Cattle in Water Meadows with York Minster in the Distance[1]
- Cattle Watering At Dusk[1]
- Classical Landscape[1]
- Corrobery of Natives in Mills Plains[1]
- Doune Castle, Perthshire[2]
- Greenwich[2]
- The Head of Windermere[2]
- Hobart Town[2]
- Lake Scene with Seated Figure and Sheep[1]
- Lancaster[2]
- Loch Coruisk, Isle of Skye[2]
- Loch Katrine, Scotland[1]
- Looking towards the Val d'Aosta, Bernese Oberland[2]
- Matlock Church, and Town[1]
- My Harvest Home
- Natives in the Eucalypt Forest on Mills Plains, Patterdale Farm[2]
- Pastoral Landscape[1]
- Pont Averglastyn, North Wales[2]
- The River Derwent and Hobart Town, Tasmania[2]
- Rhiadr Ddu, near Maentwrog, North Wales[2]
- River Nile, Van Diemen's Land, from Mr Glover's Farm[1]
- Scottish Coastal Landscape[2]
- Shepherds with Sheep and Cattle[1]
- Tasmanian Gorge[2]
- Ullswater[2]
- View of Darley, Derbyshire[2]
- View of Durham[1]
- View of the Artist's House and Garden in Mills Plains, Van Diemen's Land[1]
- Windsor Castle[2]

## Galerie d’œuvres

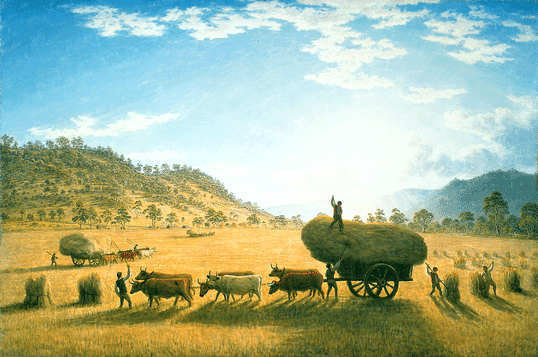
Tableau intitulé « My Harvest Home », de John Glover, peint vers 1835.
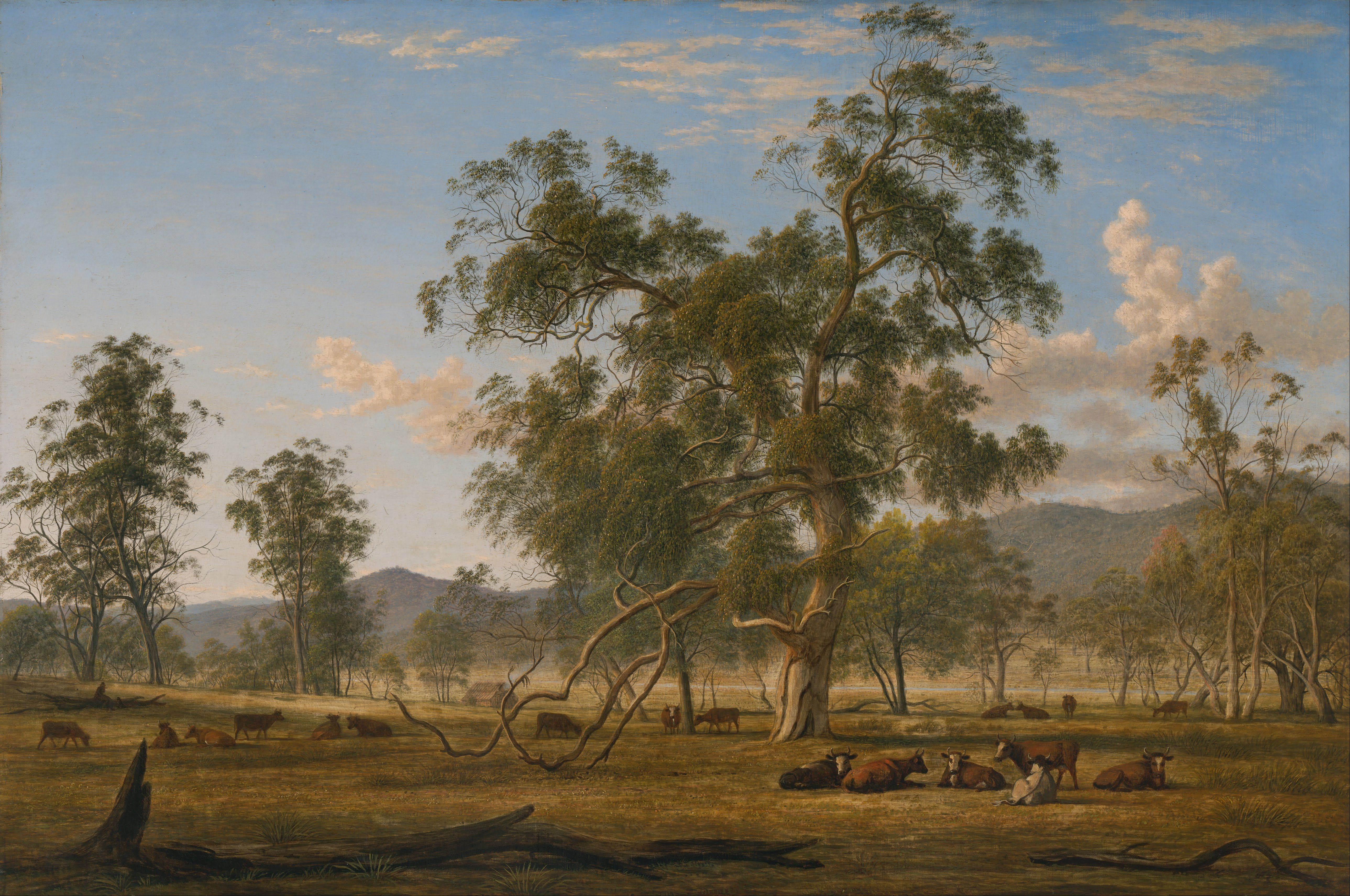
Tableau représentant un paysage de Patterdale, peint vers 1835.